# Kim Yŏng Ch’un
Kim Yŏng Ch’un, również Kim Yeong Chun (kor. 김영춘, ur. 4 marca 1936, zm. 16 sierpnia 2018) – północnokoreański polityk i dowódca wojskowy, marszałek Koreańskiej Armii Ludowej (인민군원수).
Podczas III Konferencji Partii Pracy Korei w dniu 28 września 2010 roku został wybrany na członka Biura Politycznego oraz Centralnej Komisji Wojskowej KC Partii Pracy Korei. Tym samym Kim Yŏng Ch’un zasiadał w dwóch najważniejszych organach KRLD, sprawujących zwierzchnictwo nad armią – oprócz Centralnej Komisji Wojskowej była to Komisja Obrony Narodowej KRLD, do której wszedł w kwietniu 2007 roku. Był też dyrektorem Departamentu Obrony Cywilnej Komitetu Centralnego Partii Pracy Korei (stanowisko to objął w kwietniu 2012).

## Kariera
Kim Yŏng Ch’un urodził się 4 marca 1936 roku w powiecie Poch'ǒn (obecnie prowincja Ryanggang). Absolwent Szkoły Rewolucjonistów w Man’gyŏngdae, oraz Akademii Wojskowej im. Kim Ir Sena w Pjongjangu. Studiował także na Akademii Wojskowej im. M. Frunzego w Moskwie.
Deputowany Najwyższego Zgromadzenia Ludowego KRLD, parlamentu KRLD, począwszy od VII kadencji (tj. nieprzerwanie od lutego 1982 roku). Na mocy postanowień 6. Kongresu Partii Pracy Korei w 1980 roku został zastępcą członka Komitetu Centralnego Partii Pracy Korei. Do KC ostatecznie wszedł w grudniu 1986 roku.
Pod koniec lat 80. XX wieku wraz z O Kŭk Ryŏlem (ówczesnym szefem Sztabu Generalnego KAL) został odwołany ze stanowiska szefa Dowódcy Operacyjnego w Sztabie Generalnym północnokoreańskiej armii (został nim w 1986 roku, równolegle z objęciem funkcji członka KC PPK). Zdaniem specjalistów, fakt tymczasowego popadnięcia Kim Yŏng Ch’una w niełaskę było związany z konfliktem obu odwołanych dowódców z O Jin U, ówczesnym ministrem sił zbrojnych i pierwszym wiceprzewodniczącym nieistniejącej Komisji Obrony Narodowej KRLD.
Awans na czterogwiazdkowego generała (대장 daejang) otrzymał w kwietniu 1992 roku, zaś awans na wicemarszałka (차수 ch'asu) – w październiku 1995 roku, wtedy również został szefem Sztabu Generalnego Koreańskiej Armii Ludowej zastępując Ch’oe Kwanga. W międzyczasie, od marca 1994 był dowódcą 6. Korpusu KAL, stacjonującego w prowincji Hamgyŏng Północny.
Po śmierci Kim Dzong Ila w grudniu 2011 roku, Kim Yŏng Ch’un znalazł się na bardzo wysokim, 5. miejscu w 233-osobowym Komitecie Żałobnym. Świadczyło to o formalnej i faktycznej przynależności Kim Yŏng Ch’una do grona ścisłego kierownictwa wojskowego oraz politycznego Koreańskiej Republiki Ludowo-Demokratycznej. Według specjalistów, miejsca na listach tego typu określały rangę polityka w hierarchii aparatu władzy.
W kwietniu 2012 roku odwołano go ze stanowiska Ministra Sił Zbrojnych oraz pozostałych funkcji, wyznaczając na stanowisko dyrektora Departamentu Obrony Cywilnej Komitetu Centralnego Partii Pracy Korei. 13 kwietnia 2014 roku pierwszy raz od 1982 roku nie zasiadł w parlamencie, a w maju 2014 roku opuścił Centralną Komisję Wojskową KRLD. Pomimo faktycznego przeniesienia w stan spoczynku, 14 kwietnia 2016 roku otrzymał honorowo stopień Marszałka Koreańskiej Armii Ludowej (kor. 인민군원수 inmingun wonsu).

## Odznaczenia
Dwukrotnie odznaczony Orderem Kim Ir Sena (kwiecień 1987 oraz marzec 2002), ponadto kawaler Orderu Kim Dzong Ila (luty 2012). Laureat tytułu „Bohatera Republiki” (kwiecień 2000).